# Revolución de 1933
Revolución de 1933, o revolución del 33, puede referirse a:
- La Revolución del Treinta[1]
- Dos oleadas revolucionarias de carácter anarquista en España:

- La Insurrección anarquista de enero de 1933
- La Insurrección anarquista de diciembre de 1933